# Pleiocarpidia sandahanica
Pleiocarpidia sandahanica är en måreväxtart som beskrevs av Cornelis Eliza Bertus Bremekamp. Pleiocarpidia sandahanica ingår i släktet Pleiocarpidia och familjen måreväxter. Inga underarter finns listade i Catalogue of Life.